# Robin White (artista)
Dame Robin Adair White, DNZM (Te Puke, Nueva Zelanda, 1946) es un pintor y grabador neozelandés, reconocida como una figura clave en el movimiento regionalista del siglo XX del arte de Nueva Zelanda.

## Primeros años
White creció en Epson, Nueva Zelanda, un suburbio de Aukcland, es la más joven de siete hermanos, su padre fue constructor y su madre era descendiente Maorí.

## Educación
White completó un Diplomado de Bellas Artes en la Escuela Elam de Bellas Artes en 1967. Junto con sus contemporáneos Richard Killeen e Ian Scott, White fue adiestrada por Colin McCahon en Elam y la ha citado como una influencia importante en su desarrollo como artista.

## Carrera
Después de la escuela de artes, White se mudó a Bottle Creek, Paremata en 1969, y enseñó artes en Mana College. Aquí White aprendió a serigrafiar, motivada por el deseo de hacer su arte más accesible y asequible. Ha reproducido con frecuencia sus pinturas al óleo (tales como Mangaweka (1973), parte de la colección del Museo Te Papa Tongarewa de Nueva Zelanda) como impresiones. Mientras que en Bottle Creek, White se hizo amiga de escritores locales, incluyendo a Sam Hunt, Fleur Adcock y Alistair Te Ariki Campbell y el historiador Michael King.
La historiadora de arte Jill Trevelyan observó que mientras vivía en Bottle Creek, White desarrolló su estilo característico, cuando empezó a pintar el paisaje local con contornos nítidos y rítmicos, luz fuerte y bloques planos de colores. White se hizo muy conocida por estas obras, que a menudo representaban escenas de la vida de la pequeña ciudad, tales como camiones de pescado y tiendas.
White también es miembro de la Fe Bahá'í. En 1972 White se trasladó a Portobello, cerca de Dunedin, donde conoció a su marido, también miembro de la religión.
En 1982 White y su familia se trasladaron a la República de Kiribati, viviendo en la isla de Tarawa y trabajando con la comunidad bahá'í. Aquí ella continuó haciendo arte, trabajando casi enteramente con grabados en madera ya que este material era más asequible. White regresó a Nueva Zelanda en 1999 y ahora está en Masterton, donde continúa trabajando con tejedores y artistas de todo el Pacífico.
En 2011, White fue uno de los nueve artistas neozelandeses y australianos seleccionados para participar en el proyecto de investigación y exposición Kermadecs, organizado por el Pew Research Center. La exposición colaborativa de White de las obras monumentales ngatu, realizadas con la artista tongana Ruha Fifita y un grupo de mujeres tonganas, se exhibió en el Pataka Art + Museum en 2014.
White ha representado a Nueva Zelanda en varias exposiciones internacionales, incluyendo la sexta Bienal Internacional de Sídney y la primera Trienal Asia-Pacífico de Arte Contemporáneo en Brisbane. En 2009 fue presentada en la sexta Trienal Asia-Pacífico de Arte Contemporáneo.

## Exhibiciones recientes
- 2005 Island Life: Robin White, Hocken Collections, Dunedin, Galería de Arte de Auckland y Christchurch Art Gallery[11]
- 2011 Robin White, Galería de Ciudad Wellington[12]
- 2014 Ko e Hala Hangatonu: The Straight Path (con Ruha Fifita), Pataka Art + Museum[13]
- 2016 Siu I Moana (con Ruha Fifita), Galería Nacional de Victoria[14]

## Premios y reconocimientos
En 2003, White fue nombrada Compañera Distinguida de la Orden de Mérito de Nueva Zelanda.
En 2012, White recibió el Premio a Exalumnos Distinguidos de la Universidad de Auckland.